# Kapelle Bonaforth

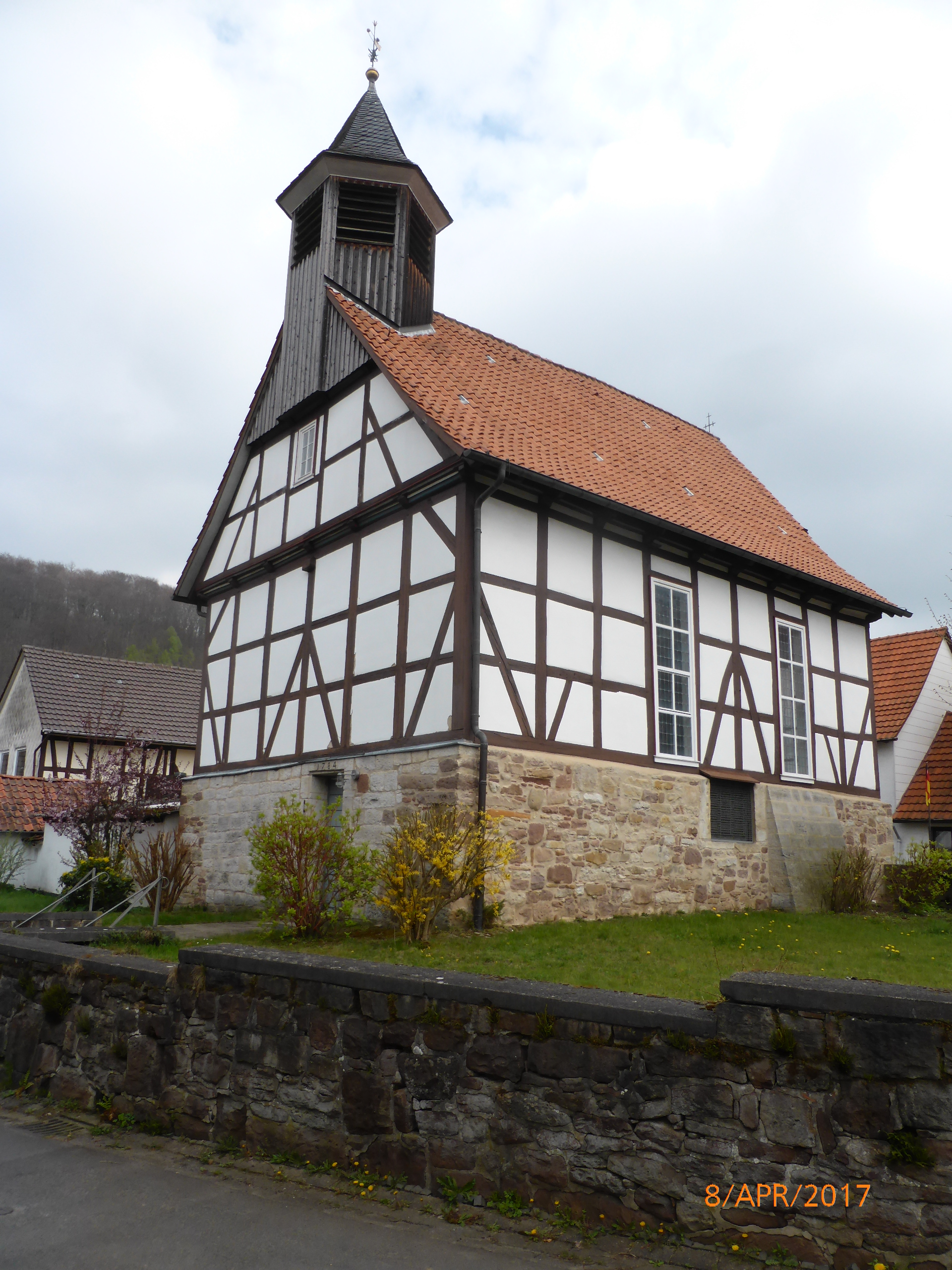
Kapelle Bonaforth

Die evangelisch-lutherische denkmalgeschützte Kapelle Bonaforth steht in Bonaforth, einem Ortsteil von Hann. Münden im Landkreis Göttingen in Niedersachsen. Sie ist Filialkirche der Stadtkirchengemeinde Münden und gehört zum Kirchenkreis Göttingen-Münden im Sprengel Hildesheim-Göttingen der Evangelisch-lutherischen Landeskirche Hannovers.

## Beschreibung
Wann die Kapelle errichtet wurde, ist unbekannt. Betreut wurde sie jedenfalls schon 1529 durch den Pfarrer von St. Blasius in Hann. Münden. Die Kapelle wurde im 17. Jahrhundert auf Veranlassung des Gutsherrn Heinrich von Siegel erneuert. Die rechteckige Fachwerkkirche wurde auf dem Feldsteinkeller errichtet. Eine Wiederherstellung ist 1784 durch eine Jahreszahl über der Tür dokumentiert. Auf dem Satteldach befindet sich am westlichen Ende ein sechseckiger Dachreiter. Hinter dessen Klangarkaden befindet sich der Glockenstuhl, in dem eine Kirchenglocke hängt, die 1724 gegossen wurde.
Zur Kirchenausstattung gehören ein ehemaliges Altarretabel mit zwei Gemälden aus dem 16. Jahrhundert, eine farbig gefasste Kanzel mit Schalldeckel, ein Taufbecken von 1771 und eine kleine Orgel mit vier Registern, einem Manual und einem angehängten Pedal, die Werner Bosch 1982 gebaut hat.